# Lucius Valerius Flaccus (consul in 261 v.Chr.)
Lucius Valerius Flaccus was een Romeins politicus in de 3e eeuw v.Chr.
Flaccus was volgens de fasti, de Romeinse religieuze kalender waar de consuls per jaar werden vermeld, de zoon van ene Marcus, die verder onbekend is. Mogelijk was zijn grootvader de Lucius Valerius Flaccus die in 322 v.Chr. als magister equitum onder dictator Marcus Aemilius Papus diende.
Flaccus bekleedde in 261 v.Chr. samen met Titus Otacilius Crassus het consulaat tijdens de Eerste Punische Oorlog. Beide consuls opereerden vanuit Sicilia dat na Slag bij Agrigentum in Romeinse handen was gekomen. Flaccus en zijn collega hielden zich hier bezig met de bouw van de eerste Romeinse vloot. Over zijn leven is verder niet veel bekend. Zijn zoon Publius Valerius Flaccus was consul in 227 v.Chr.